# Julius Spokojny
Julius (Jehuda) Spokojny (geb. 12. September 1923 in Miechów, Polen; gest. 30. Januar 1996 in Augsburg) war ein Unternehmer, Vertreter der jüdischen Gemeinde und Holocaustüberlebender.

## Leben
Der aus einer zionistischen Familie stammende tief religiöse Jude Spokojny wurde während des Holocaust in 16 verschiedenen Lagern inhaftiert und 1945 im KZ Buchenwald befreit. Er kam über die DP-Lager Wildflecken, Landsberg, wo er eine zionistische Jugendorganisation gründete, und Föhrenwald 1950 nach Augsburg. Hier ließ er sich als Textilunternehmer nieder und war Inhaber der Jussy-Bademodenfabrik mit bis zu 500 Beschäftigten, während seine Mutter und seine Geschwister nach Israel auswanderten.
Spokojny trat direkt in die jüdische Gemeinde ein, wo er den Kindergarten und die Religionsschule gründete. Im Zuge einer schwierigen Vereinigung der deutschen und osteuropäischen jüdischen Gruppen zu einer Gemeinde, in der er gleiche Rechte für die Neuankömmlinge erreichte, wurde er zunächst von 1950 bis 1955 stellvertretender Vorsitzender und später von 1963 bis 1996 Vorsitzender der Israelitischen Kultusgemeinde Augsburg-Schwaben. Für die jüdische Gemeinde engagierte er sich außerdem ab 1960 als Mitglied der Zentralwohlfahrtsstelle der Juden in Deutschland. Ab 1973 war er Mitglied des Zentralrats der Juden in Deutschland und ab 1974 Landesausschussvorsitzender der Israelitischen Kultusgemeinde in Bayern.
Darüber hinaus war Spokojny von 1982 bis zu seinem Tod 1996 Mitglied des Bayerischen Senats für die Gruppe Religionsgemeinschaften. Auch in dieser Funktion arbeitete er an seinem Lebensziel, der Verständigung zwischen Juden und Christen.
Die 1985 abgeschlossene Restaurierung der Augsburger Synagoge, „als Hauptexponat in ein Museum eingebracht, das unseren Mitmenschen die Kultur der jüdischen Religion näherbringen soll,“ mit ihm als wesentlichen Organisator kann als sein Lebenswerk gesehen werden.
Er wurde am alten Givat Schaul Friedhof in Tel Aviv neben seinem bereits 1992 im Alter von nur 42 Jahren verstorbenen Sohn Israel beigesetzt.
In Augsburg wurde 2006 eine Straße in einem Wohngebiet nach ihm benannt.
Sein Sohn Artur schenkte der Stadt einen mit Bäumen bewachsenen kleinen Park, der an den Julius-Spokojny-Weg angrenzt.

## Ehrungen
- Bundesverdienstkreuz 1. Klasse
- Bayerischer Verdienstorden
- Julius-Spokojny-Weg in Augsburg